# Monti Onon-Bal'džinskij
I monti Onon-Bal'džinskij (in russo Онон-Бальджинский хребет?, Onon-Bal'džinskij chrebet) sono una catena montuosa della Siberia Orientale meridionale (Territorio della Transbajkalia) che fa parte dell'altopiano Chėntėj-Daur. Si trovano al confine con la Mongolia. Prendono il nome dal fiume Onon e dal suo tributario Bal'dža.
La cresta si estende per 130 km dal corso inferiore del fiume Kumyl (affluente di sinistra della Bal'dža) al corso inferiore del fiume Kyra. La larghezza media della cresta è di 15-20 km. Le altezze predominanti vanno dai 1 400 ai 1 700 m, la massima è di 1 749 m. 
La dorsale è composta da graniti e rocce sedimentarie del Paleozoico. Il rilievo è dominato da zone di media montagna con pendii più ripidi nelle valli fluviali. I pendii sono ricoperti dalla taiga di larici, che si alterna a zone di steppa (sui pendii esposti a sud).